# Бабаларян, Армен Юрьевич
Армен Юрьевич Бабаларян (15 августа 1971) — советский и армянский футболист, полузащитник.
Начинал играть в команде второй советской лиги «Искра» Ереван — в 1988 году провёл два матча. С 1989 года — в составе ереванского «Арарата». 21 марта 1989 года дебютировал в гостевом матче Кубка Федерации против «Зенита» (1:3). В чемпионате первый матч провёл 1 апреля 1990 года — в домашней игре против «Ротора» (3:0) вышел на замену на 82-й минуте. В 1991 году сыграл 10 матчей в чемпионате, с сентября играл в первой лиге за «Котайк» Абовян. В 1992 году в чемпионате Армении сыграл 14 матчей, забил 4 гола за «Арарат».
Бронзовый призёр чемпионата мира среди молодёжных команд 1991 — выходил на замену в групповом матче против Тринидада и Тобаго и в матче за третье место против Австралии.
Позже стал жить в Лос-Анджелесе, США. Работал тренером в команде «Сан-Фернандо-Вэлли Голден Иглз».
1. ↑  Armen Babalaryan // Transfermarkt.com (мн.) — 2000.